# Fladsby
Fladsby (delvis også Fladby, på tysk Flatzby) er en landsby i det nordlige Tyskland, beliggende cirka 2 km nordvest for Sørup i Angel i Sydslesvig. Administrativt udgjorde Fladsby tidligere en selvstændig kommune, men blev 1970 indlemmet i Sørup kommune. Kommunen udgjorde 1970 cirka 376 ha og havde 295 indbyggere. Under Fladsby hører også Fladsbyskov (Flatzbyholz) og Petershof/Petersgaard (opkaldt 1938). I den danske periode hørte landsbyen under Sørup Sogn (Ny Herred) i Flensborg Amt, Hertugdømmet Slesvig (Sønderjylland). Landsbyen bestod i 1837 af seks gård, fire kådnersted, en skole og en kro. Skolen havde i perioden 1851-1864 dansk skolesprog.
Fladsby blev første gang nævnt i 1435 som Vlasbu. Stednavnet er afledt af mandsnavn Flade (sml. oldnordisk flatr for flad). List øst for landsbyen udspringer Rørkær Bæk.